# Standfussiana flavidior
Standfussiana flavidior là một loài bướm đêm trong họ Noctuidae.